# Havasupai

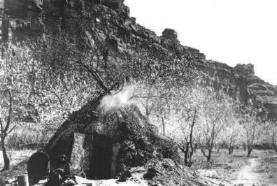
Hogar de los Havasupai, Arizona, 1887.

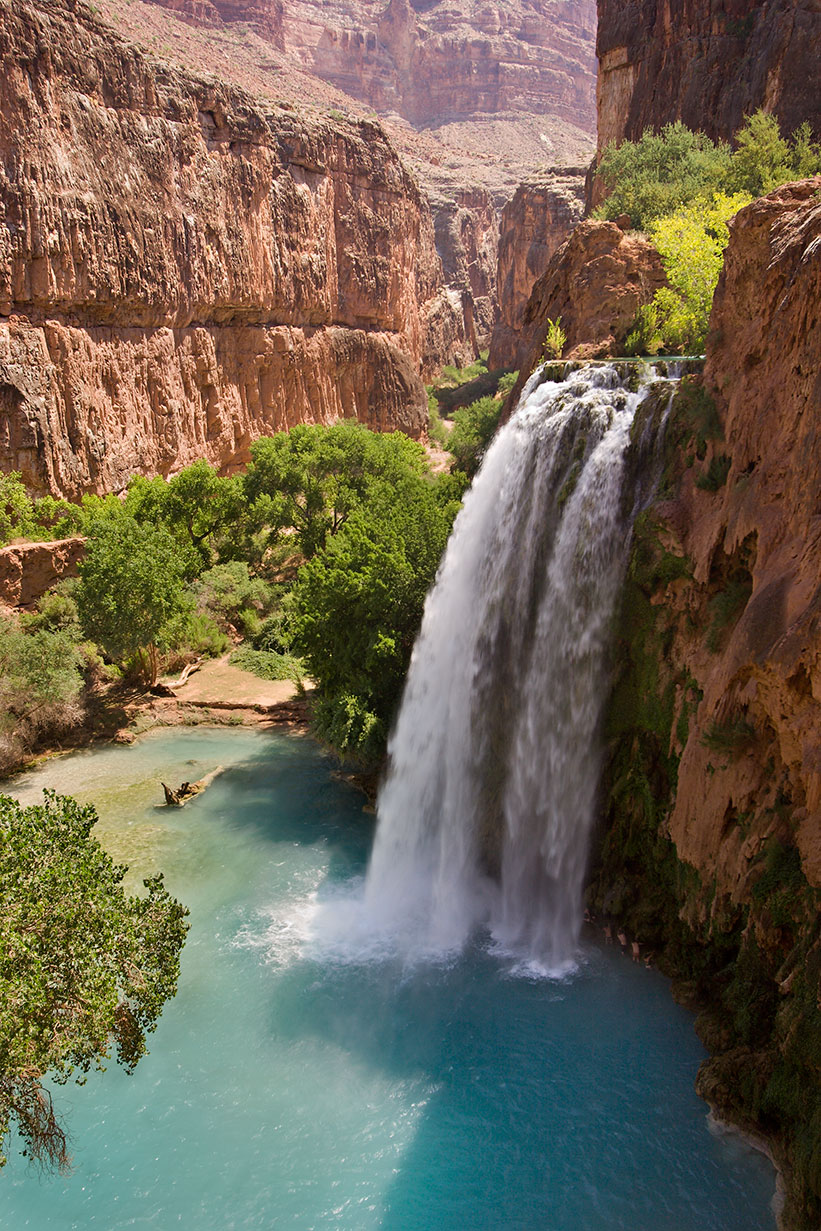
Cataratas de Havasu, a tres kilómetros hacia el interior del cañón desde Supai.

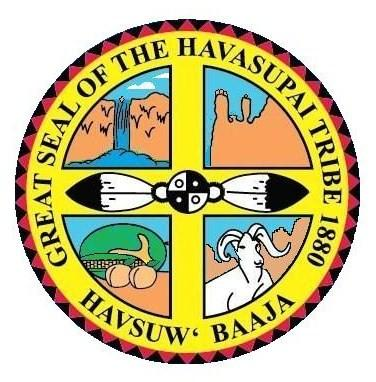
Escudo tribal Havasupai

Los havasupai (en ocasiones llamados también Havasu 'Baaja) son una tribu amerindia que habita la región del oeste del Gran Cañón en el estado estadounidense de Arizona. La tribu tiene unos 650 integrantes, gobernados por el Concilio Tribal, cuyos miembros son elegidos cada siete años. El centro tribal es el pueblo de Supai, Arizona, accesible solamente a pie, caballo o helicóptero.

## Historia
Los havasupai han vivido en la zona durante cientos de años, aproximadamente desde 1300. La tribu pasaba el otoño y el invierno cazando en la llanura al sur del río Colorado, y la primavera y el verano se dedicaban a la agricultura en el Cañón Havasu, una rama suroeste del Gran Cañón. Sin embargo, el gobierno federal de los Estados Unidos les confinó a la reserva Havasupai en 1882, con una superficie de 518 acres (2.1 km²) y cubría apenas el diez por ciento de sus tierras originales. Estas condiciones les forzaron a dedicarse casi por completo a la agricultura. Con el tiempo, los entusiastas del excursionismo han dirigido su atención al arroyo Havasu y sus cascadas. En la actualidad, el turismo ha pasado a ser una importante fuente de ingresos de la tribu.
En 1975 el Congreso de los Estados Unidos les asignó 185.000 acres (750 km²). Las tierras actuales de la reserva tienen 715.2 km² al oeste del condado de Coconino, junto a la cara sur del parque nacional del Gran Cañón. El censo de 2000 indicó que en la reserva vivían solamente 503 personas, el 84% de las cuales viven en la comunidad de Supai.
Los havasupai hablan un dialecto, el havasupai, del Upland Yuman, una lengua yumano-cochimíe hablada también por los yavapai y los hualapai.

## Vídeo documental
En 1987 un documental realizado por el gobierno tribal decía que el nombre de la tribu significa “gente del agua verdeazulada” en la lengua de la tribu. El vídeo empieza con un narrador que relata la historia de la tribu.
El miembro del Concilio Tribal James Umqualla Júnior es importante en buena parte del metraje. Él y el narrador revelan que el camping y las habitaciones de la residencia Havasupai están disponibles para los visitantes que pasan la noche allí. Hay un restaurante en el pueblo y,  téngase en cuenta que el vídeo es de 1987, la comunidad celebra un festival anual de las artes y la artesanía. Los miembros de la tribu hacen y venden joyería, cestas de rejilla, pinturas tradicionales con elementos de su cultura tribal, pinturas modernas, y chaquiras. En 1987 la tribu realizó un desfile de moda con diseños Umqualla con seis modelos. Las modelos desfilaban sobre el agua bajo una de las cascadas.
El gobierno tribal limita el número de visitantes que pueden acceder a las tierras de la tribu. El turismo solo está permitido en algunas épocas del año. Los visitantes llegan a pie, a caballo o en aviones de hélices. Se necesita una reserva para visitar las tierras de la tribu.